# Uta Hassler
Uta Hassler (* 1950) ist eine deutsche Architektin, Bauforscherin und Denkmaltheoretikerin.

## Leben
Sie studierte Architektur an der Technischen Universität München und der Universität Karlsruhe (TH), wo sie 1982 am Institut für Baugeschichte mit einer Arbeit über die Baupolitik des Kardinals Damian Hugo von Schönborn promoviert wurde. Dort war sie wissenschaftliche Mitarbeiterin (1981–1984). Während ihrer Laufbahn als Architektin in der Staatlichen Hochbauverwaltung Baden-Württemberg (1984–1991) absolvierte sie die Führungsakademie Baden-Württemberg und war in freier Praxis tätig.
Von 1991 bis 2005 war sie Professorin für Bauforschung, Denkmalpflege und Entwerfen an der Technischen Universität Dortmund. Von 2005 bis zu ihrer Pensionierung 2015 hatte sie die Professur und Leitung des Instituts für Denkmalpflege und Bauforschung (IDB) der ETH Zürich inne. Seit 2016 ist sie am Departement Architektur der ETH Zürich und an der TU München tätig. 2017 erhielt sie die Ehrendoktorwürde (Dr. h. c.) der Technischen Universität Braunschweig sowie eine Ehrenprofessur (TUM Distinguished Affiliated Professor) der TU München. Ihre Forschungsschwerpunkte sind bau- und wissenschaftsgeschichtliche Themen zum 18., 19. und 20. Jahrhundert, Themen zur Bestandsdynamik und zu Alterung und Sterblichkeit von Bauten und Beständen.